# Industrial-Piercing
Bei einem Industrial-Piercing, auch kurz Industrial oder Scaffold-Piercing (dt.: Baugerüst) genannt, wird der obere Rand der Ohrmuschel sowohl auf der Seite nahe dem Kopf als auch gegenüberliegend am unteren, äußeren Rand durchstochen, sodass ein langer Barbell durch beide Piercings getragen werden kann. Anatomisch gesehen sind die Stichkanäle zwei Helix-Piercings.

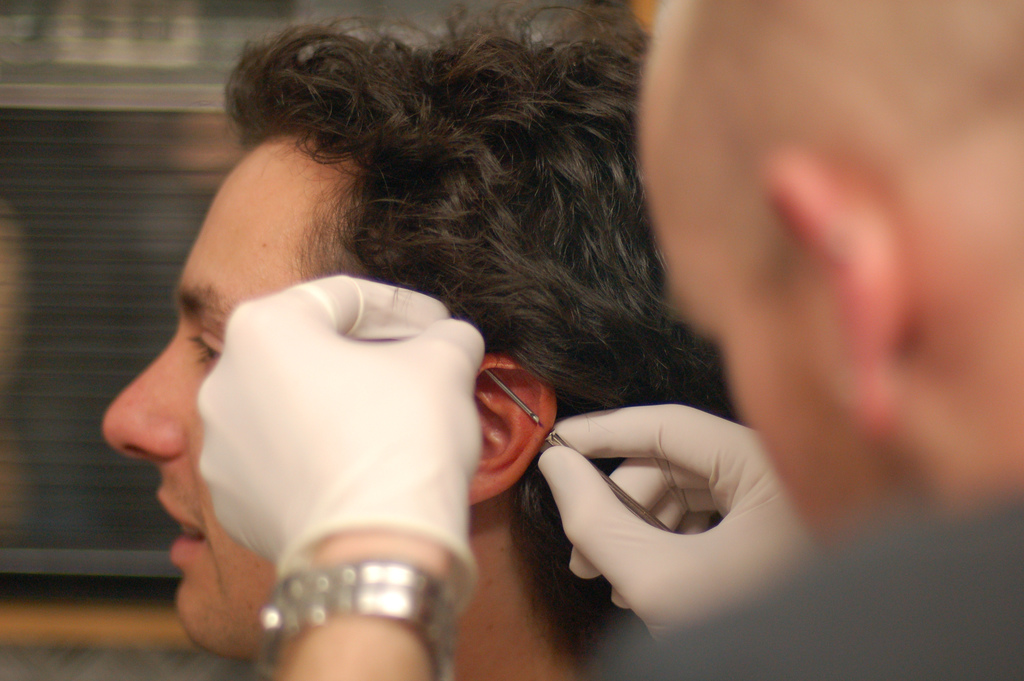
Stechen eines Industrial Piercings

## Durchführung
Die Piercings werden meist mit einem Durchmesser von 1,6 Millimetern gestochen. Der Barbell wird dabei auch während der Heilung getragen. Es können aber auch zwei Ball Closure Rings bzw. zwei separate, kurze Barbells für den Ersteinsatz verwendet und später durch einen langen Barbell ersetzt werden. Hierbei können zwar schnellere Heilungserfolge erzielt werden, allerdings besteht das Risiko, dass die Stichkanäle „voneinander weg“ heilen, also ihre Position bzw. ihren Winkel so sehr unabhängig voneinander verändern, dass eine einzelne Stange nach der Heilung nicht mehr durch beide Kanäle geführt werden kann. Dieses Piercing ist nicht bei Jedem durchführbar, da es sehr anatomieabhängig ist.
Statt des Stechens gibt es auch die Option die Kanäle für das Industrial-Piercing zu punchen (die Haut wird hierbei sozusagen "herausgestanzt"). Durch das Punchen wird das Knorpelgewebe nicht nur beiseite gedrängt, sondern gänzlich entfernt. Das dadurch entstandene Loch kann nicht mehr zusammenwachsen, diese Methode ist also nicht rückgängig zu machen. Außerdem sind gepunchte Helix-Kanäle durch die Zerstörung des empfindlichen Knorpelgewebes verstärkt anfällig für Entzündungen im Heilungsprozess.

## Heilung
Wie Helix-Piercings haben Industrial-Piercings eine stark erhöhte Heilungsdauer, da Knorpelgewebe keine eigene Durchblutung besitzt. Wie schnell die Heilung voranschreitet ist stark individuell; die Heilungsdauer kann zwischen 3 und 24 Monaten liegen. Die Heilungsdauer ist meistens etwas höher als bei normalen Helix-Piercings, da beide Stichkanäle miteinander verbunden sind und Bewegung an einer Stelle auch Bewegung an der anderen erzeugt. Generell bei jedem Piercing gilt, dass jede Bewegung an einem Stichkanal die Heilungszeit verlängert und jede Berührung das Risiko für Entzündungen erhöht.
Da bei der Punching-Methode größtenteils nur Haut nachwachsen muss, kann der Kanal theoretisch um einiges schneller (selten in bis zu unter einem Monat) verheilen als mit der üblichen Methode mit einem Venenkatheter. Durch die erhöhte Wahrscheinlichkeit von Komplikationen aufgrund der Verbindung beider Kanäle und der grundsätzlichen hohen Empfindlichkeit von Knorpelgewebe, welches beim Punchen noch stärker belastet wird als beim Stechen, ist die Durchführung per Punching äußerst anfällig für Entzündungen und generell unzuverlässiger durchführbar und wird von vielen professionellen Piercern nicht oder nur gegen Aufpreis und vorherige Aufklärung durchgeführt.